# 사자에상의 등장인물 목록
사자에상의 주요 등장인물 목록. 도쿄 사쿠라신마치에 거주하는 극히 평범한 일본의 가정과 그 주변 인물들로 구성되어 있다. 사자 가족의 이름들은 전부 바다 및 해산물과 관련있는 이름들이 붙여져 있는 것이 특징이다.

## 목록
사자에(サザエ)
본 작품의 주인공으로 24세의 여성이다.(원작 만화에서는 27세), 이소노 가족의 장녀로 후쿠오카에서 11월 22일에 태어났다. 왈가닥에 덜렁대는 성격으로 극중에서도 동생 가쓰오와 자주 맞붙는 모습을 보인다.
가쓰오(カツオ)
본명 이소노 가쓰오. 이소노 가족의 장남으로 초등학생이다. 가모메소학교 5학년 3반. 머리형은 전형적인 스포츠 머리. 말솜씨가 좋은 개구쟁이. ('가쓰오'는 한국어로 가다랑어를 의미한다.)
와카메(ワカメ)
본명 이소노 와카메. 이소노 가족의 둘째딸. 원작 만화에서는 초등학교 1학년 7살의 설정이나 애니메이션에서는 초등학교 3학년. 천진난만하고 활달한 성격이다. 사자에 이어 등장회수가 많은 캐릭터이다. ('와카메'는 한국어로 미역을 의미한다.)
나미헤이(波平)
본명 이소노 나미헤이(磯野波平). 이소노 가족의 가장이며 사자, 가쓰오, 와카메의 아버지이다. 연령은 54세. 사무직 직장인이다. 애니메이션에서는 가족의 가장으로서 엄격한 모습을 보이며 야단을 치는 장면을 자주 보이나, 의외로 덜렁거리는 면이 있어 아들 가쓰오에게 되려 당하는 면도 있다. 집에서는 늘 일본풍의 옷을 입고 있으며, 머리털이 한올만 남은 대머리이다. 취미는 낚시. ('나미헤이'의 '나미'(波)는 한국어로 파도를 의미한다.)
후네(フネ)
본명 이소노 후네. 나미헤이의 아내이며 사자, 가쓰오, 와카메의 어머니이다. 평범한 주부. 원작에서는 엄격한 성격으로 묘사되나 애니메이션에서는 전형적인 일본의 후덕한 어머니의 모습으로 묘사된다. ('후네'는 한국어로 배(船)를 의미한다.)
마스오(マスオ)
본명 후구타 마스오(フグ田マスオ). 사자의 남편이며 샐러리맨. 가쓰오와 와카메에게 성격좋고 착한 형(오빠)의 모습으로 묘사되고 있다. 결혼후 당초에는 이소노 가족의 집 근처에서 세를 들어 살고 있었으나 원작 2권에서 집주인과 싸움을 하여 쫓겨나게 되며 친정집의 신세를 지게 되어 현재에 이르렀다. 오사카 출신으로 가끔씩 출연하는 어머니와는 오사카 사투리로 대화를 한다. ('후구타'의 '후구'(ふぐ)는 복어이며, 마스오의 '마스'(鱒)는 '송어'를 의미한다.)
다라오(タラオ)
본명 후구타 다라오(フグ田タラオ). 사자와 마스오의 아들. 애니메이션에서는 착하고 얌전한 아이로 등장한다. (다라오의 '다라'(鱈)는 한국어로 '대구'(어류)에 해당한다.)
노리스케
본명 나미노 노리스케(波野ノリスケ). 나미헤이의 조카-사자의 사촌. 통통한 몸매에 신문사에 근무하고 있다. 천연덕스러우나 좋은 성품의 소유자. 다이코와 결혼하여 아들 이쿠라를 낳음. 아파트에서 살고 있다. 애니메이션에서는 이소노 가족의 근처에 사는 이사사카 선생의 담당기자를 맡고 있다. (나미노의 '나미'는 파도. 노리스케의 '노리'(のり)는 '일본식 김'을 의미한다.)
다이코(タイ子)
노리스케의 아내. 이전 성은 '이리에'(入江) (다이코의 '다이'는 도미를 의미한다.)
이쿠라(イクラ)
노리스케와 다이코의 아들. 원작에서는 이름이 미정이었다. ('이쿠라'는 연어알을 의미한다.)

## 참고 문헌
- inc, Fuji Television Network. “キャラクター紹介 【サザエさん一家】” (일본어). 2021년 8월 1일에 확인함.